# Otto Eugen Schulz
Otto Eugen Schulz, född den 31 oktober 1874 i Berlin, död den 17 februari 1936, var en tysk botaniker som specialiserade sig på korsblommiga växter och kokaväxter. 
Han har fått släktet Ottoschulzia uppkallat efter sig.
Auktorsnamnet O.E.Schulz kan användas för Otto Eugen Schulz i samband med ett vetenskapligt namn inom botaniken; se Wikipediaartiklar som länkar till auktorsnamnet.